# Евфимия Мазовецкая
Евфимия Мазовецкая (пол. Eufemia mazowiecka, чеш. Eufemie Mazovská; 1395/1398 — до 17 сентября 1447) — польская принцесса из Мазовецкой линии династии Пястов, жена князя Цешинского Болеслава I (ок. 1363 — 1431).

## Биография
Анна была третьей дочерью князя Плоцкого и Равского Земовита IV и его жены Александры Литовской, дочери великого князя литовского Ольгерда и сестры короля Польши Владислава II Ягайло.
Согласно Хронике Яна Длугоша Евфимия обладала большим естественным обаянием. Король Владислав II Ягайло, дядя Евфимии, хотел установить тесные связи между Краковом и Верхней Силезией, и по этой причине он сыграл важную роль в ее браке с Болеславом I, князем Цешинским. Однако Болеслав и Ефимия находились в третьей степени родства, и для заключение их брака требовалось согласия папы римского. Такое согласие было получено 27 января 1412 года, а свадебная церемония состоялась 20 ноября 1412 года в городе Вислица. В 1424 году Евфимия и ее муж приняли участие в коронации Софьи Гольшанской, четвертой и последней жены короля Владислава II Ягайло.
После смерти Болеслава I 6 мая 1431 года Евфимия приняла на себя управление Цешинским княжеством от имени четырех своих несовершеннолетних сыновей, которые унаследовали владения своего отца в качестве соправителей. Она продолжила политику своего мужа, поддерживающую города, и в 1438 году совместно со своим старшим сыном Вацлавом I приняла решение предоставить Цешину право чеканить монеты.
Несмотря на то, что ее сыновья со временем достигли совершеннолетия, Ефимия продолжала фактически управлять Цешинским княжеством. С ее согласия 24 декабря 1443 года ее сыновья продали Севежское княжество Збигневу Олесницкому, епископу Кракова.
29 ноября 1442 года цешинские князья формально разделили свои владения, но при жизни Евфимии сохранялось фактическое единство княжества. Она умерла до 17 сентября 1447 года и, предположительно, была похоронена рядом со своим мужем в  доминиканском костёле в Цешине.

## Семья
20 ноября 1412 года Евфимия вышла замуж за Болеслава I, князя цешинского, бытомского, севежского, глогувcкого и сцинавского (ок. 1363 — 6 мая1431). Дети от второго брака:
- Вацлав I (1413/1418-1474), князь бытомский, цешинский, севежский, глогувcкий и сцинавский;
- Владислав (ок. 1420—1460), князь бытомский, цешинский, севежский, глогувcкий и сцинавский;
- Пшемыслав II (ок. 1420—1477), князь бытомский, цешинский, севежский, глогувcкий и сцинавский;
- Болеслав II (1425/1428-1452), князь бытомский, цешинский, севежский, глогувcкий и сцинавский;
- Александра (1412—1463), жена палатина венгерского Ласло Гораи (1410—1459).